# Joaquín Ventura
Pour les articles homonymes, voir Ventura.
Joaquín Alonso Ventura (né le 27 octobre 1956 au Salvador) est un joueur de football international salvadorien qui évoluait au poste de milieu de terrain.

## Biographie

### Carrière en club
Joaquín Ventura joue en faveur du CD Águila et du CD Santiagueño.
Il remporte quatre titres de champion du Salvador avec le CD Águila. Il remporte également une Coupe des champions de la CONCACAF lors de l'année 1976, en battant le club surinamien du SV Robinhood.

### Carrière en sélection
Joaquín Ventura joue en équipe du Salvador entre 1980 et 1982.
Il figure dans le groupe des sélectionnés lors de la Coupe du monde de 1982. Lors du mondial organisé en Espagne, il joue les trois matchs disputés par son équipe. Il joue à cet effet contre la Hongrie, la Belgique, et l'Argentine.

## Palmarès
Águila
- Championnat du Salvador (4) :
  - Champion : 1975, 1976, 1983 et 1987-88.
  - Vice-champion : 1979, 1984 et 1986-87.

- Coupe des champions de la CONCACAF (1) :
  - Vainqueur : 1976.